# Hypaspidius fuscolineatus
Hypaspidius fuscolineatus är en skalbaggsart som beskrevs av Ohaus 1908. Hypaspidius fuscolineatus ingår i släktet Hypaspidius och familjen Rutelidae. Inga underarter finns listade i Catalogue of Life.